# 家族協約
家族協約（かぞくきょうやく、フランス語: Pacte de Famille フランス語発音: [pakt də famij]、スペイン語: Pacto de Familia）は、フランス王国とスペイン王国のブルボン家君主の間で三度締結された同盟。

## 第一次家族協約
第一次家族協約（スペイン語: Primer Pacto de Familia）は、1733年11月7日にエスコリアル条約（英語: Treaty of the Escorial）として締結された、スペイン王フェリペ5世とフランス王ルイ15世の間の条約。

### 概要
フェリペ5世はフランス王ルイ14世の孫であり、1700年にスペイン・ハプスブルク家が断絶すると、ブルボン家初のスペイン王として即位した。
彼は長いスペイン継承戦争を経て、ユトレヒト条約でスペインとフランスが合邦しないことを前提に王位を認められた。さらに、イタリアにおけるスペイン領はハプスブルク家に割譲された。
ルイ15世はフェリペ5世の甥で、ポーランド王スタニスワフ1世の娘マリー・レクザンスカと結婚していた。この結婚による同盟で、フランスは1733年のポーランド継承戦争に巻き込まれた。
フェリペ5世は、この戦争に乗じてイタリアの失われた領土を取り戻そうとした。彼はフランスとの同盟を選んだが、ルイ15世との血縁関係により、この同盟は「家族協約」として知られるようになった。
スタニスワフ1世の復位には失敗したが、ルイ15世はロレーヌ公国を獲得、フェリペ5世は三男カルロスのためにナポリ王国とシチリア王国を勝ち得た。

## 第二次家族協約
第二次家族協約は、1743年10月25日のフォンテーヌブロー条約（英語: Treaty of Fontainebleau）で成立し、第一次と同じくスペイン王フェリペ5世とフランス王ルイ15世の間で締結された。

### 概要
この協約はオーストリア継承戦争の最中で締結され、条項のほとんどが戦争遂行に関連した。
同盟により、1748年にフェリペ5世の四男フェリペがパルマ、ピアチェンツァおよびグアスタッラ公になり、スペインのイタリアにおける影響力が増した。

## 第三次家族協約
第三次家族協約は、1761年8月15日、スペイン王カルロス3世とフランス王ルイ15世の間のパリ条約により成立した。

### 概要
カルロス3世はフェリペ5世の三男であり、ルイ15世のいとこにあたる。
1761年時点ではフランスは七年戦争でグレートブリテン王国と戦っている。カルロス3世の同盟政策は先代のフェルナンド6世の中立政策を逆転した。
協約ではスペインの同盟国ナポリ王国とトスカーナ大公国も含まれていた。
しかし、スペインの参戦はイギリスによるマニラ侵攻とキューバ侵攻をもたらし、1763年のパリ条約で回復するもスペイン領フロリダをイギリスに割譲せざるを得なかった。

## その後のフランス・スペイン協約
- 1779年4月12日、フランスとスペインはアランフエス条約を締結した。条約により、スペインはアメリカ独立戦争に参戦、イギリスと敵対した。この協約は第三次家族協約の更新と見られたため、「第四次家族協約」と名付けられなかった。
- 1796年8月、マヌエル・デ・ゴドイはフランスと交渉し、第二次サン・イルデフォンソ条約を締結した。条約により、スペインはイギリスに宣戦布告した。条約が締結された当時、フランスのブルボン家はフランス革命により殺されたか亡命していたため、この条約は「家族協約」とはみなされない。